# Славетні роди України (серія монет)
Славетні роди України (серія монет) — серія ювілейних та пам'ятних монет, започаткована Національним банком України в 2004 році.
|                                   |  |  |
| Срібна монета - Родина Острозьких |  |  |

## Монети в серії
У серію включені такі монети:
- Пам'ятна монета «Родина Острозьких»
- Пам'ятна монета «Родина Симиренків»
- Пам'ятна монета «Родина Терещенків»
- Пам'ятна монета «Родина Ґалаґанів»
- Пам'ятна монета «Родина Тарновських»
- Пам'ятна монета «Родина Григоровичів-Барських»